# Bisschoppelijk College Veurne
Het Bisschoppelijke College der Onbevlekte Ontvangenis Veurne is een katholieke secundaire school uit de Belgische stad Veurne die vooral aso-richtingen aanbiedt.

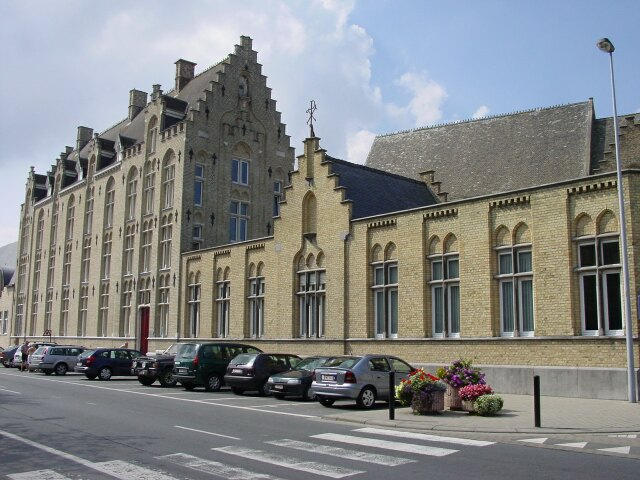
Veurne Karel Coggelaan 8 Bisschoppelijk College, Exterieur overzicht - 3058 - onroerenderfgoed

## Geschiedenis
Het College werd in 1851 opgericht in Veurne als voortzetting van de vroegere Latijnsche Schoole.
In 1969 telde de school 125 internen in het schoolinternaat.  Sinds het schooljaar 1980-1981 werd het college ook toegankelijk voor meisjesscholieren.

### Bouwwerken
De historische gebouwen werden gebouwd op de gronden van de vroegere 17de-eeuwse Sint-Niklaasabdij. De voornaamste herinnering daaraan is het oude 'Abdijpoortje' in de Abdijstraat die de secundaire afdeling afscheidt van de lagere afdeling (Campus Houtmarkt). 
Deze gebouwen bevatten onder andere het Sint-Jansgasthuis dat zich al sinds 1255 op die plaats bevond. Na de verwoesting door de geuzen werd het opnieuw opgebouwd. Vele eeuwen later raakte het in verval om uiteindelijk opnieuw opgebouwd te worden in 1769-1770. In het Sint-Jansgasthuis bevindt zich ook een geklasseerde kapel, traphal en orgel daterend van die periode.
De oorspronkelijke schoolgebouwen van ca. 1867 werden vervangen door een ruimer neogotisch complex met hoofdgebouw van 1891 naar ontwerp van de Roeselaarse architect D. De Nijs.
In 1963 werd een nieuwe refter gebouwd, in 1969 werden er klassen ingericht in de Sint-Jansstudio.
Nabij het Sint-Jansgasthuis (en dus ook aan de kant van de lagere school) bevindt zich de sporthal. Deze werd in 1977 gebouwd op de hoek van de Karel Coggelaan en de Abdijstraat onder leiding van de Veurnse architect J. Plasman.

### Tijdens de Eerste Wereldoorlog
De school speelde een grote rol in de Eerste Wereldoorlog. Het huidige Sint-Jansgasthuis aan de Houtmarkt deed dienst als ziekenhuis voor de burgers, terwijl de andere schoolgebouwen in de Karel Coggelaan onderdak boden aan een Brits hospitaal The British Field Hospital for Belgium en een Britse ambulancedienst Dr. Munro's Flying Ambulance Corps, samen ruim 60 vrouwen en mannen.
Op 15 mei 1916 werd het Belgian Field Hospital een Belgisch militair veldhospitaal, met Belgisch personeel, op enkele verpleegsters na. De gewonden en zieken kregen meermaals het bezoek van Koning Albert I en Koningin Elisabeth. Het Belgian Field Hospital te Hoogstade stond onder leiding van dr. Willems.
Frans Daels, bataljonsarts, had in het college van Veurne eveneens een labo waar hij de middelen bestudeerde om de werking van gifgassen op het menselijk organisme te voorkomen. Op zijn initiatief zou het college ook bezoek krijgen van de dubbele Nobelprijswinnares Marie Curie. Marie Curie zou er een week blijven en er een radiologische dienst opzetten. Door haar toedoen zouden er steeds meer vaste en mobiele radiologische diensten bijkomen in de militaire hospitalen.
De etser-schilder Joe English werd eveneens door professor Daels naar het Bisschoppelijk College te Veurne gehaald. Hij kreeg er een kamer, was er bibliothecaris van de soldatenbibliotheek, secretaris van het Secretariaat van Katholieke Vlaamse Hoogstudenten en medewerker van De Belgische Standaard.